# مات ريتشاردز (لاعب كرة قدم)
مات ريتشاردز (بالإنجليزية: Matt Richards)‏ (1 ديسمبر 1989 بدربي في المملكة المتحدة - ) هو لاعب كرة قدم بريطاني في مركز الوسط. شارك مع منتخب إنجلترا تحت 17 سنة لكرة القدم. أما مع النوادي، فقد لعب مع نوتس كاونتي وIlkeston F.C. ‏ وBelper Town F.C. ‏ وويكمب وندررز.

## وصلات خارجية
- مات ريتشاردز على موقع قاعدة بيانات كرة القدم.إي يو (الإنجليزية)
- مات ريتشاردز على موقع Soccerbase.com (لاعب) (الإنجليزية)